# Îles Ternay
Les Îles Ternay sont deux îles, l'île de Croÿ et l'île du Roland, de l'océan Indien situées au large de la pointe nord de la Grande Terre des îles Kerguelen dans les Terres australes et antarctiques françaises. Elles forment avec d'autres îlots l'ensemble des îles Nuageuses.